# Desa Sirnabaya (administrativ by i Indonesien, lat -6,36, long 107,30)
Desa Sirnabaya är en administrativ by i Indonesien.   Den ligger i provinsen Jawa Barat, i den västra delen av landet, 50 km öster om huvudstaden Jakarta.